# Medicalisatie

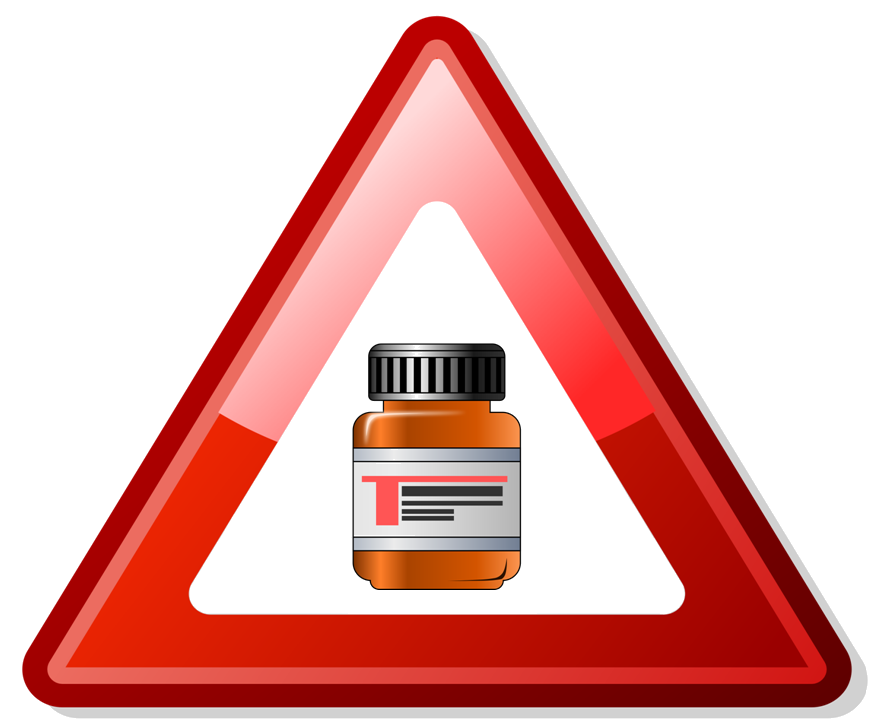
Voorzichtig met het gebruik van medicijnen.

Medicalisatie of medicalisering is het proces waarbij verschijnselen als ziekte gedefinieerd of als medisch probleem behandeld worden.
Medicalisering ontstaat deels doordat er nieuwe medicijnen en behandelingen beschikbaar komen, al dan niet door wijzigingen in het zorgstelsel. Het kan ook voortkomen uit succesvolle marketingcampagnes van (farmaceutische) bedrijven. Door de toenemende macht van burgers kan medicalisering ook door hen op gang gebracht worden. Medicalisering komt voor bij zaken die eerder als sociaal onwenselijk deviant gedrag gediagnosticeerd werden. Zo werd en wordt homoseksualiteit in sommige samenlevingen niet als geaardheid, maar als ziekte benaderd.
Medicalisering kan ook van invloed zijn op de opvattingen en handelingen van mensen die niet in behandeling zijn. De Swaan sprak hierbij over de 'protoprofessionalisering' waarbij professionele kennis deels en in simpele vorm wordt overgebracht aan het grote publiek, de leken. Te denken valt dan aan aandacht voor de gezondheidseffecten van voeding, sport, roken en drinken. Tot op bepaalde hoogte is ook de kennis van de medische terminologie en aandoeningen toegenomen. Ons alledaags denken over geestelijke gezondheid en identiteit zou sterk beïnvloed zijn door psychologische en psychiatrische kennis en praktijken.
Wanneer onnodig gemedicaliseerd wordt hebben artsen een taak om te demedicaliseren. Demedicalisering is het proces waarbij voorkomen wordt dat problemen op een medische manier behandeld worden omdat dat op basis van het probleem niet nodig is. Hierdoor kunnen onnodige kosten en risico's van diagnostiek en behandeling worden voorkomen.